# اسراردده
محمد اَسْرارْدَده، متولد سال ۱۲۱۱ قمری (۱۷۴۹ میلادی)، از شاعران و تذکره نویسان سلسله مولویه در ترکیه است. وی به سال ۱۱۶۲ در سن ۴۹ سالگی از دنیا رفته است. از وی آثاری در شعر، سیره و لغت باقی مانده است.

## سرگذشت
وی به سال ۱۲۱۱ قمری در استانبول زاده شد و در همان شهر به تحصیل مشغول گردید. وی توانست علاوه بر فارسی و عربی، به زبان‌های دیگری چون یونانی، لاتین و ایتالیایی مسلط گردد. وی که به تدریس علاقه‌مند بود، پس از آشنایی با شیخ غالب، به طریقه مولویه پیوست و در مولوی خانه غلطه واقع در استانبول، به تکمیل تحصیلات خویش پرداخت. وی پس از سپری کردن دوره ریاضت، به مقام درویشی و ددگی رسید و در زمره اصحاب و مریدان صحیمی شیخ غالب قرار گرفت. وی برای سکونت در مولوی خانه غلطه، حجره کوچکی را تهیه کرد و در کنار مرید خویش ماند. وی باقی عمر کوتاهش را به سرودن اشعار صوفیانه مشغول بود و در سن ۴۹ سالگی و پیش از شیخ و مرید خویش، وفات یافت. جسدش را پس از رگ در همان مکان اقامتش، مولوی خانه غلطه به خاک سپردند. سال مرگ وی را ۱۱۶۲ قمری گزارش کرده‌اند.

## اهمیت و ویژگی
اسراردده در دوره زندگی خود، با شیخ غالب صمیمت عمیقی پیدا کرده بود و بسیاری از اشعار خود را در وصف شیخ می‌سرود. شیخ نیز در فراغ اسراردده، مرثیه‌ای زیبا سرود و از علاقه و دلبستگی خود به وی یاد کرد. وی از شاعران ادبیات دیوانی است که اغلب اشعارش مضمون مذهبی و عرفانی داشت. در میان اشعار وی که در ستایش شمس تمریزی و مولوی سروده است، قالب آنها ترجیع‌بند، مخمس و رباعی است. وی در این زمینه از سبک شیخ غالب استفاده کرده‌است.

## اشعار
اشعار وی از وت چندانی برخوردار نیست ولی اغلب آنها، از روانی، روشنی و احساسات لطیف بشری برخوردار هستند. تمایز اشعار وی با سایر شعرای فرقه مولویه، عدم پیچیدگی و ابهام آمیزی است. اشعار وی، تداعی کننده لطافت روح و عواطف باطی صوفیانه است که دور از جهان مادی، در مولوی خانه‌ای منزوی و متروک، جای گرفته است.

## آثار
از جمله آثار وی می‌توان به موارد زیر اشاره داشت:
- دیوان اشعار (دیوانی کوچک شامل ۱۶۰ صفحه شعر به خط عربی که در ۱۲۵۷ در استانبول به چاپ رسیده است)
- مبارک‌نامه (دیوانی از اشعار مثنوی و مضامین مذهبی که در آن به محبت نسبت به خاندان علی بن ابی طالب اشاره شده است.)
- فتوت‌نامه (دیوانی از اشعار مثنوی و مضامین مذهبی که در آن به محبت نسبت به خاندان علی بن ابی طالب اشاره شده است.)
- تذکره شعرای مولویه (مهمترین تألیف اسراردده و حاوی نمونه اشعار و شرح احوال بیش از ۲۰۰ شاعر مولویه)
- لغت‌نامه ایتالیایی-ترکی